# سباق باريس روبيه 1922
طواف باريس 1922 هو سباق دراجات هوائية أقيم بتاريخ 16 أبريل، تكون السباق من مرحلة واحدة، وامتدّ لمسافة 262 كم، وبسرعة 33.660 كم/س، استغرق السباق 7 ساعات و47 دقيقة.